# Afinsa
Afinsa és un grup empresarial espanyol especialitzat en la inversió en segells i altres béns tangibles. Va ser fundada en 1980 per Albertino de Figueiredo, un portuguès resident en Madrid.
El 9 de maig de 2006, Afinsa va ser intervinguda judicialment, juntament amb una altra empresa, Fórum Filatélico, acusada d'estafa. La policia va arrestar a quatre responsables, entre ells el seu president, Juan Antonio Cano, i el seu fundador Albertino de Figueiredo i va tancar les seves seus per ordre judicial i als pocs dies van ser posats en llibertat sense fiança. La companyia va ser acusada d'operar segons un esquema piramidal, i de no tenir segells, de ser falsos o tenir-los sobrevalorats. Es van veure afectats els aproximadament 150.000 clients de l'empresa, que van formar diverses associacions per defensar els seus interessos.
Des de la intervenció el grup està dirigit per tres administradors concursals. El grup Afinsa, mitjançant Escala Group, participat en el 68% per Afinsa a través de la seva filial Escala, ahora Autectia, era present al NASDAQ. Domfil, important editora de catàlegs filatèlics temàtics i Publiafinsa, editora de Crónica Filatélica i Crónica Numismática, eren també propietat d'Afinsa. En 1996 va adquirir De Rosa International, la més important empresa internacional de distribució i venda de novetats filatèliques. En 2004 la facturació del grup va aconseguir els 515 milions d'euros i els seus beneficis van ser de 51 milions, segons fonts de l'empresa.
Afinsa comptava amb 2.600 empleats i posseïa 100 oficines. La filial en Portugal es denominava Afinsa Inversión.
Al febrer de 2010, l'Audiència Nacional dicta sentència en la qual no es deixa lloc a dubte que es tractava d'una empresa de caràcter mercantil i no financer, tirant per terra la teoria que es tractava d'empreses financeres de tipus piramidal, car no complia cap requisit: no és financera, no opera amb altes rendibilitats del 50% o més, a un curt període 6 o 9 mesos i la inversió sí que té una contrapartida "els segells", com acredita aquesta sentència.
Malgrat tot, després de reconèixer que no existia la causa de la intervenció, és a dir, que no es tractava d'empreses de caràcter financer, sorprenentment amb floritures jurídiques eximeix de responsabilitat tots els organismes que la van fer possible, i d'aquesta manera allibera al Regne d'Espanya d'indemnitzar a l'empresa i als afectats.
L'Audiència Nacional i el Tribunal Suprem del regne d'Espanya en sengles sentències de 5 de febrer i de 13 de desembre de 2011, deixen clar que tenien caràcter mercantil i, per tant, que el considerar-les financeres per dur a terme la intervenció va ser una excusa, i no la causa real de tan brutal decisió.
La causa va ser una carta-denúncia d'un estatunidenc, Louis Corrigan, agent d'un hegde fund, Kingsford Capital, al juny de 2005, adjunta en l'expedient de la querella. Cal conèixer que l'activitat principal d'aquests agents de borsa d'alt risc consisteix en operacions "a curt", en les quals manlleven accions a canvi d'un interès per vendre-les, posteriorment han de comprar-les i retornar-les. El negoci consisteix a comprar-les a un preu més baix que el de la venda. Un altre factor a tenir en compte és que Afinsa tenia una filial en USA, Escala, que cotitzava en el Nasdaq, i que portava mesos de contínues pujades, després de diversos intents fallits en la premsa estatunidenca per desacreditar aquesta empresa i, per tant, de fer baixar els preus, els hegde fund ataquen directament l'empresa matriu AFINSA, a Espanya, en el segon trimestre de 2005.
Poc temps després de la publicació d'aquesta carta, el PSOE a través de la seva revista PUNTOS DE VISTA de 19 de maig de 2006, insta a Hisenda a denunciar els fets a la Fiscalia, tràmits que aconsegueix en temps especialment curts, ja que s'aconsegueix al juliol de 2005. Malgrat tot i a pesar del fet que la inspectora Teresa Yábar la considera Financera per poder tenir un mínim de suport per justificar la seva denúncia, en el mateix informe que li arriba a la Fiscalia, és perceptiu el del Director del Servei Jurídic de l'Agència Tributària, que amb data 11 de juliol de 2005 considera que no es pot considerar estafa ni tan sols en grau de temptativa.
Malgrat que la denúncia estava ja des de juliol de 2005, no es va intervenir fins al 9 de maig de 2006, just 9 dies després que vencés l'última pòlissa d'Afinsa, amb l'asseguradora LLoyd's, que assegurava a les dues companyies Afinsa i Fórum.
També coincideix que en USA s'havien donat un inusitat nombre d'ordres de venda de les accions d'Escala quan el preu alt i la bona situació de l'empresa no ho feia aconsellable, amb el que tot apunta a presa de posicions curtes uns mesos abans de la intervenció. I després de la intervenció els preus de les accions es van desplomar, els hegde fund van comprar les accions a 3 dòlars per retornar-les-hi als amos, mentre ells les havien venut mesos enrere a 33.
Els afectats per l'escàndol Afinsa sentiren que el Govern d'Espanya no els havia recolzat en el procés, i que el seu interès ha estat la defensa de grans grups financers i l'evasió de responsabilitats en lloc de la defensa dels interessos dels ciutadans afectats.